# 1. deild kvenna 1980
La 1. deild kvenna 1980 (islandese: 1ª divisione femminile), è stata la 9ª edizione della massima divisione del campionato islandese femminile di calcio.

## Stagione

### Formula
Girone unico all'italiana con gare di andata/ritorno a specchio, ma non sono ancora previste retrocessioni in una categoria inferiore.

## Girone unico

### Classifica finale
Fonti, ma la classifica non è completa e non è ufficiale.
|                    | Pos. | Squadra          | Pt | G | V | N | P | GF | GS | DR |
| ------------------ | ---- | ---------------- | -- | - | - | - | - | -- | -- | -- |
| Islanda (bandiera) | 1.   | Breiðablik       | 10 | 6 | 5 | 0 | 1 |    |    |    |
|                    | 2.   | Valur            | 9  | 6 | 4 | 1 | 1 |    |    |    |
|                    | 3.   | Keflavík         | 4  | 6 | 2 | 0 | 4 |    |    |    |
|                    | 4.   | FH Hafnarfjarðar | 1  | 6 | 0 | 1 | 5 |    |    |    |

Legenda:
      Campione d'Islanda.
Note:
Due punti a vittoria, uno a pareggio, zero a sconfitta.
A parità di punti squadre classificate con la differenza reti.
Spareggio in caso di pari punti in zona promozione e retrocessione.

### Risultati

#### Calendario
| Andata (1ª) | Andata (1ª) | Prima giornata            | Ritorno (4ª) | Ritorno (4ª) |
|             |             |                           |              |              |
| 2 giu.      | 3-4         | FH Hafnarfjörður-Keflavík | (1)          | 6 lug.       |
| giu.        | (1)         | Valur-Breiðablik          | 5-7          | 13 lug.      |

| Andata (2ª) | Andata (2ª) | Seconda giornata       | Ritorno (5ª) | Ritorno (5ª) |
|             |             |                        |              |              |
| 3 giu.      | 2-3         | Keflavík-Breiðablik    | (1)          | lug.         |
| 15 giu.     | (x)         | Valur-FH Hafnarfjörður | 4-1          | 18 lug.      |

| \| Andata (3ª) \| Andata (3ª) \| Terza giornata \| Ritorno (6ª) \| Ritorno (6ª) \| \| \| \| \| \| \| \| 22 giu. \| 8-3 \| Breiðablik-FH[6] \| 4-1 \| 27 lug. \| \| 20 giu. \| (2) \| [7]Keflavík-Valur \| 1-9 \| 24 lug. \| |             |                |              |              |
| Andata (3ª) | Andata (3ª) | Terza giornata | Ritorno (6ª) | Ritorno (6ª) |
| |             |                |              |              |
| 22 giu. | 8-3         | Breiðablik-FH  | 4-1          | 27 lug.      |
| 20 giu. | (2)         | Keflavík-Valur | 1-9          | 24 lug.      |